# Tekki Nidan
Tekki Nidan, Tekki letteralmente significa "cavaliere di ferro", mentre Nidan indica il secondo grado. Il nome deriva dalla posizione del kata che viene svolto tutto in kibadachi: viene così mantenuta fissa la parte inferiore del corpo, mentre quella superiore deve muoversi con estrema rapidità e forza.

## Tecniche del Kata
1. Musubidachi. Saluto (rei)
2. Yoi hachiji-dachi
3. Spostare il piede sinistro sopravanzando shinobi ashi e portare i gomiti lateralmente a formare un'unica linea con le spalle
4. Alzare la gamba destra portando gli avambracci in verticale all'altezza del viso, poi scendere in kiba-dachi esegundo chudan-uke destro e portare il braccio sinistro in guardia all'altezza del plesso solare
5. Spostare il piede sinistro sopravanzando shinobi-ashi, aprire la mano sinistra e ruotare il braccio destro teso verso la parte frontale del corpo fino da inserire la mano sinistra nell'incavo del gomito destro
6. Avanzare lateralmente in kiba-dachi ed eseguire gedan-uke destro rafforzato
7. Avvicinare il piede sinistro al destro in heisoku-dachi portando i gomiti lateralmente a formare un'unica linea con le spalle
8. Alzare la gamba sinistra portando gli avambracci in verticale all'altezza del viso, poi scendere in kiba dachi esegundo chudan-uke sinistro e portare il braccio destro in guardia all'altezza del plesso solare
9. Spostare il piede destro sopravanzando shinobi-ashi, aprire la mano destra e ruotare il braccio sinistro teso verso la parte frontale del corpo fino da inserire la mano destra nell'incavo del gomito sinistro
10. Avanzare lateralmente in kiba-dachi ed eseguire gedan-uke sinistro rafforzato
11. Sul posto portare il pugno destro sul fianco sinistro e coprirlo con il palmo sinistro
12. Sul posto eseguire uchi-uke destro sul lato destro del corpo mantenendo la mano sinistra sull'avambraccio destro
13. Sul posto alzare la gamba destra ed eseguire mae-hiza-geri contemporaneamente portare il pugno destro, nel palmo della mano sinistra, in hikite
14. Tornare in kiba-dachi ed eseguire contemporaneamente mae-empi destro, senza togliere il pugno destro dal palmo sinistro
15. Sul posto tate shuto-uke destro sul lato destro
16. Sul posto kagi-zuki sinistro
17. Sopravanzando con il piede sinistro shinobi-ashi alzare la gamba destra e scendendo in kiba-dachi ruotare il kagi-zuki in uchi-uke sinistro frontale
18. Sul posto caricare come soto-uke, ma con il seiken direzionato frontalmente, il braccio destro e distendere il sinistro in avanti
19. Parando tesa-uke con il sinistro, che si fermerà sotto il gomito destro, colpire ura-zuki destro. KIAI
20. Sul posto portare il pugno sinistro sul fianco destro coprirlo con il palmo destro
21. Sul posto eseguire uchi-uke sinistro sul lato sinistro del corpo mantenendo la mano destra sull'avambraccio sinistro
22. Sul posto alzare la gamba sinistra ed eseguire mae hiza geri contemporaneamente portare il pugno sinistro, nel palmo della mano destra, in hikite
23. Tornare in kiba-dachi ed eseguire contemporaneamente mae empi sinistro, senza togliere il pugno sinistro dal palmo destro
24. Sul posto tate-shuto-uke sinistro sul lato sinistro
25. Sul posto kagi-zuki destro
26. Sopravanzando con il piede destro shinobi-ashi alzare la gamba sinistra e scendendo in kiba-dachi ruotare il kagi-zuki in uchi-uke destro frontale
27. Sul posto caricare come soto-uke, ma con il seiken direzionato frontalmente, il braccio sinistro e distendere il destro in avanti
28. Parando tesa-uke con il destro, che si fermerà sotto il gomito destro, colpire ura-zuki sinistro. KIAI
29. Yame. Spostare il piede destro per tornare in hachiji-dachi
30. Musubidachi. Saluto (rei)